# Brandy italiano
Il brandy italiano è il nome dell'acquavite ottenuta in Italia dalla distillazione
di vino proveniente da uve coltivate e vinificate nel territorio nazionale, dopo un periodo di invecchiamento in botte di quercia.

## Storia
In Italia era uso distillare i sottoprodotti del vino per ottenere la grappa, ma raramente il vino stesso. L'origine della produzione si deve nel 1773 ad imprenditori inglesi attivi in Sicilia, per fortificare il Marsala. Nel 1820 un distillatore originario della Charente, Giovanni Buton, fondò un'azienda omonima a Bologna. Dopo di lui vennero altri produttori francesi, i fratelli Landy, e nel 1884 Lionello Stock fondava a Trieste una celebre distilleria.
La produzione su scala industriale di brandy in Italia nasce nel tardo 1800, quando la fillossera aveva drammaticamente ridotto l'estensione delle vigne della regione di Cognac.
In quegli anni molte distillerie italiane iniziarono a fabbricare brandy per sostituire la scarsa produzione francese. Alcuni marchi sono tuttora noti, come Branca, René Briand e Florio; moltissimi altri tra cui Carpené, Borghetti, Gambarotta, Pilla, Ramazzotti e Sarti cessarono la produzione.

## Metodo di produzione
Il brandy italiano si ottiene per distillazione del vino prodotto in Italia, con qualsiasi tipo di alambicco. È ammesso alla distillazione qualunque vitigno.
La sua gradazione minima al commercio è 37% vol.
La zona di produzione è l'intero territorio nazionale.
L'invecchiamento è di almeno 6 mesi in botti minori di 10 hl, o 12 mesi se in botte più grande, sotto sorveglianza fiscale.
Sono ammesse le aggiunte delle seguenti sostanze: 
- zuccheri, in ragione del 2%
- sostanze aromatizzanti naturali e preparazioni aromatiche, trucioli di quercia o da altre sostanze vegetali, o mediante infusione o macerazione con acqua o con acquavite di vino, nella misura massima del tre per cento del volume idrato
- caramello (per la colorazione)[1]

## Uso e degustazione

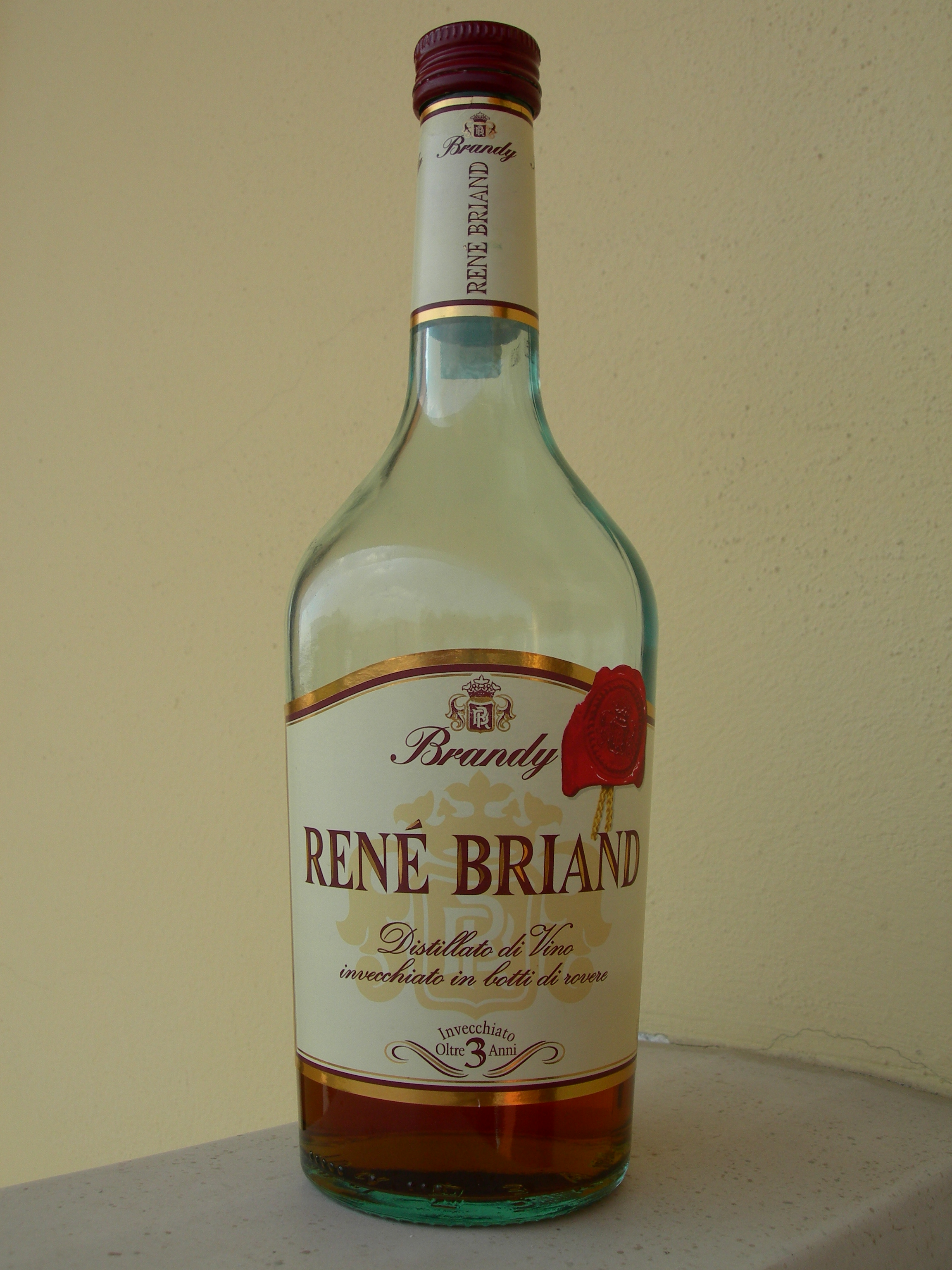
René Briand

È uso comune in Italia aggiungere il brandy al caffè. A volte lo si impiega per preparazioni culinarie, ed entra in numerosi cocktail.
Il brandy viene frequentemente consumato liscio, in bicchieri chiamati ballon o nei più indicati bicchieri a tulipano.
È un errore degustare il brandy con ghiaccio, oppure scaldando il bicchiere su una fiamma. Nel primo caso non si liberano gli aromi, nel secondo vanno persi per eccesso di evaporazione o peggio, "cotti", a meno che non si somministri la fiamma per pochi secondi e senza concentrarla in un unico punto del bicchiere: in tal caso una piccola parte dell'alcol evapora rendendo il sapore dell'acquavite più concentrato, intenso e corposo, consentendo di degustarlo appieno.
È preferibile riscaldare il bicchiere nel cavo della mano per evitare di rovinare il sapore e il profumo del brandy.

## Produttori
Sono svariati, dalle grandi aziende di distillazione, ai distillatori artigianali (una minoranza), fino a rarissimi coltivatori e distillatori in proprio.
La maggior parte del brandy italiano è distillata da grandi distillerie industriali sparse sull'intero territorio nazionale, e successivamente ceduta ad aziende che ne curano l'affinamento, oppure esportata verso altri Paesi produttori.